# Аарон Соркін
Аарон Бенджамін Соркін (англ. Aaron Benjamin Sorkin; нар. 9 червня 1961, Нью-Йорк) — кіносценарист, продюсер, скрипт-доктор та постановник.

## Біографія
Після закінчення Сіракузького університету зі ступенем бакалавра мистецтв, довго був безробітним актором. Почав писати п'єси і швидко затвердився як молодий багатообіцяючий драматург. Автор сценаріїв великої кількості фільмів, в тому числі: «Кілька хороших хлопців» (1992) і «Війна Чарлі Вілсона» (2007). Є автором таких відомих серіалів як «Ніч спорту», «Західне крило» та «Студія 60».

## Особисте життя
У 1996–2005 роках був одружений із Джулією Бінем, яка народила від нього дочку Роксі (2000).

## Фільми
- Кілька хороших хлопців (1992) фільм заснований на його власній п'єсі
- Здатна на все (1993) сосцерист з Скоттом Френком
- Американський президент (1995)
- Війна Чарлі Вілсона (2007) заснований на книжці Джордж Кріле
- Соціальна мережа (2010) заснований на книжці Бена Мезріха Випадкові мільйонери
- Стів Джобс (2015) заснований на однойменній біографії Волтера Айзексона
- Гра Моллі (2017) заснований на книжці Моллі Блум
- Суд над чиказькою сімкою (2020)
- Бути Рікардо (2021)